# In extremis (film, 1988)
Pour plus de détails, voir Fiche technique et Distribution.
In extremis est un film français réalisé par Olivier Lorsac et sorti en 1988.

## Fiche technique
- Titre : In extremis
- Réalisation : Olivier Lorsac
- Scénario : Patrick Laurent et Olivier Lorsac
- Producteur : Alain Dahan
- Photographie : Peter Suschitzky
- Musique : Michel Colombier
- Décors : Michel Vandenstien
- Montage : Nelly Quettier
- Production : Top Films Productions - Tango Film - TF1 Films Production
- Pays de production :  France
- Durée : 90 minutes
- Date de sortie : France - 24 février 1988

## Distribution
- Sophie Duez : Alice, la maîtresse de Tango
- Philippe Caroit : Tango, un joueur de poker professionnel qui a commis un hold-up à la façon de Rock
- Julien Maurel : Rock, le roi du hold-up à la grenade
- Jean-Pierre Kohut-Svelko : Le commissaire de police Luther
- Jean-Paul Muel : Malingri
- Mike Zwerin : Virgil
- Christina Visentin : Séverine
- Arnaud Chevrier : La brute
- Augustin Maurs d'Incamps : L'enfant
- Philippe Blancher : Darthez
- Marc Dumétier : Derville
- Christian Alers : Giorgio
- Pierre Fuger : Le professeur
- Louis Bertignac : Francis
- Catherine Lachens
- Christina Visentin : Séverine